# 1384
Пізнє Середньовіччя •  Відродження •  Реконкіста •  Ганза •  Столітня війна •  Велика схизма •  Монгольська імперія

## Геополітична ситуація
Державу османських турків очолює султан Мурад I (до 1389). Імператором Візантії є Іоанн V Палеолог (до 1391). Вацлав IV є королем Богемії та Німеччини. У Франції править Карл VI Божевільний (до 1422).
Апеннінський півострів розділений: північ належить Священній Римській імперії, середню частину займає Папська область, південь належить Неаполітанському королівству. Деякі міста півночі: Венеція, Піза, Генуя тощо, мають статус міст-республік. Триває боротьба гвельфів та гібелінів.
Майже весь Піренейський півострів займають християнські Кастилія і Леон, де править Хуан I (до 1390), Арагонське королівство та Португалія. Під владою маврів залишилися тільки землі на самому півдні.
Річард II править в Англії (до 1400). Королем Швеції є Альбрехт Мекленбурзький (до 1389), королем Данії та Норверії — Олаф IV. В Угорщині править Марія Угорська (до 1395). Королем Польщі стала Ядвіга Анжуйська. У Литві княжить Ягайло (до 1386).
Руські землі перебувають під владою Золотої Орди. Триває війна за галицько-волинську спадщину між Польщею та Литвою.
У Києві княжить Володимир Ольгердович (до 1394). Володимирське князівство очолює московський князь Дмитро Донський.
Монгольська імперія займає більшу частину Азії, але вона розділена на окремі улуси. На заході євразійських степів править Золота Орда. У Семиріччі владу утримує емір Тамерлан. Іран роздроблений, окремі області в ньому контролюють родини як монгольського, так і перського походження.
У Єгипті владу утримують мамлюки, а Мариніди у Магрибі. У Китаї править династії Мін. Делійський султанат є наймогутнішою державою Індії. В Японії триває період Муроматі.
Цивілізація майя переживає посткласичний період. У долині Мехіко склалася цивілізація ацтеків. Почала зароджуватися цивілізація інків.

## Події
- 6 квітня — португальці розбили кастильців у битві при Атолейруші.
- 29 травня — кастильський король Хуан І взяв в облогу Лісабон.
- 3 вересня — кастильці зняли облогу з Лісабона через епідемію чуми.
- 16 жовтня у Вавелі Ядвігу Анжуйську було короновано на титул королеви Польщі.
- Фламандські землі відійшли до Бургундського герцогства.
- Людовик I Анжуйський помер у Барі. Титули короля Неаполя та графа Провансу успадкував його син Людовик II Анжуйський.
- Фактичний король Неаполя Карл III Неаполітанський розсварився з папою римським Урбаном VI, який перебував у нього в полоні.
- Джон Вікліф перед смертю розіслав трактати з критикою папи Урбана VI, який не виправдав його надій на реформи.
- Тамерлан захопив північну частину земель Джалаїридів на заході Ірану.